# Família Biden

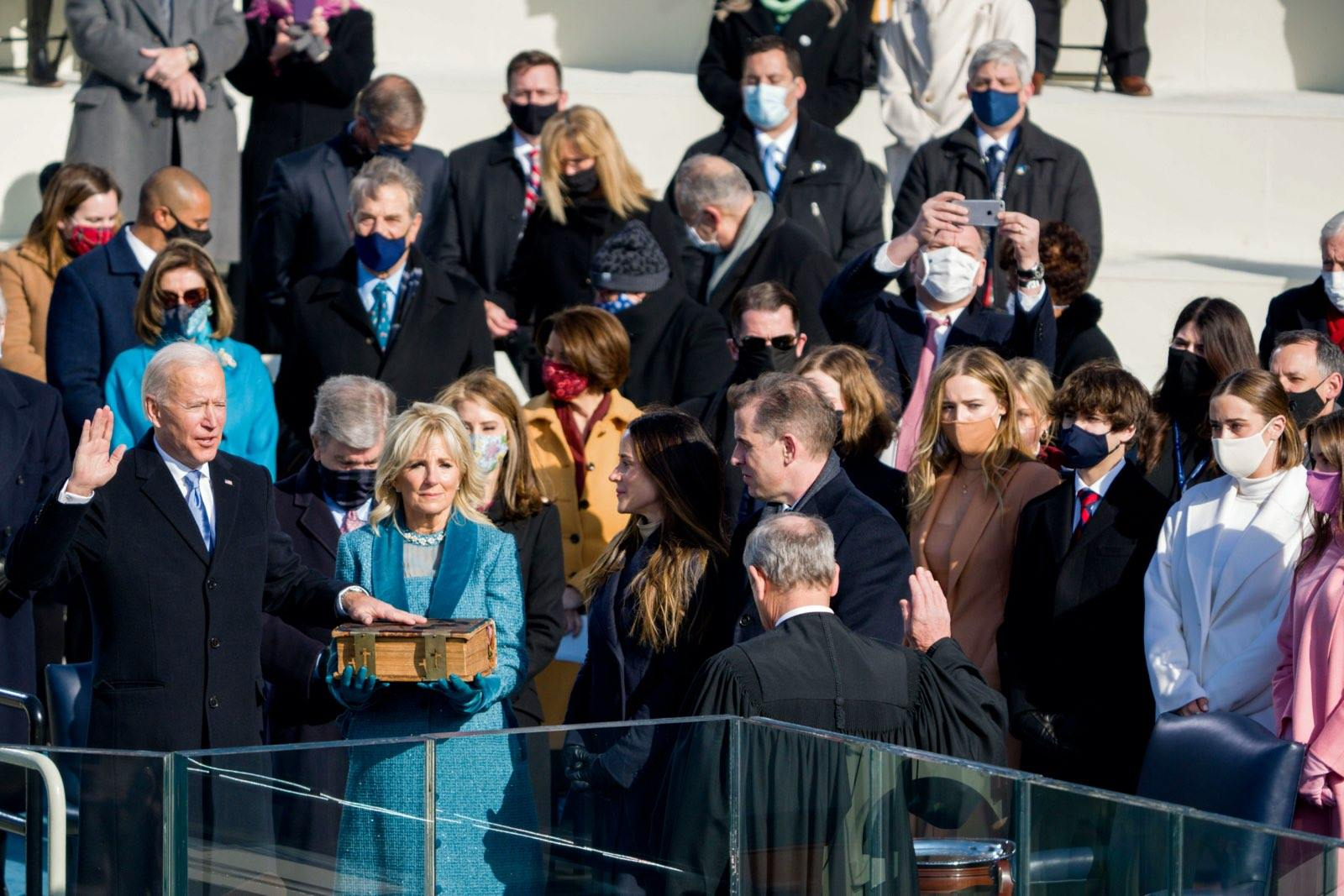
Joe Biden e sua família, durante sua cerimônia de posse, em janeiro de 2021.

A Família de Joe Biden, o 46º presidente dos Estados Unidos, e seus familiares são renomados nas áreas de direito, educação, ativismo e política e foram a Primeira Família da América de 2021 a 2025. A família de Biden é principalmente descendente das Ilhas Britânicas, com a maioria de seus ancestrais vindo da Irlanda e da Inglaterra, sendo alguns de origem francesa.

## Esposas e filhos e netos
Joe Biden se casou duas vezes e teve quatro filhos.
- Neilia Hunter, mais tarde Neilia Hunter Biden, casou-se com Joe Biden em 1966. Em dezembro de 1972, enquanto Joe Biden era o senador eleito, Neilia e a filha morreram em um acidente de trânsito; seus dois filhos ficaram feridos.[1][2]
  - Beau Biden (Joseph R. Biden III) (1969–2015),[3] Procurador-Geral de Delaware e filho de Joe Biden. Morreu de câncer no cérebro em maio de 2015.[4]
    - Dois filhos: Natalie Naomi e Hunter.

  - Hunter Biden (Robert Hunter Biden), ex-empresário e filho de Joe Biden.[5]
    - Ele tem três filhas com sua primeira esposa Kathleen: Naomi, Finnegan e Maisy.
    - Hunter é o pai biológico e legal de um quarto filho, identificado em documentos judiciais como NJR, com Lunden Roberts.[6]
    - Ele se casou com sua segunda esposa, Melissa Cohen Biden, em 2019.[7]

  - Naomi Christina Biden (1971–1972), apelidada de "Amy"; morreu no mesmo acidente que sua mãe Neilia.
- Dra. Jill Biden, ex-segunda-dama dos Estados Unidos; educador; e segunda esposa de Joe Biden, casada em 1977.
  - Ashley Biden (Ashley Blazer Biden) (nascida em 1981), filha de Joe Biden. Ela se tornou assistente social e ex-funcionária do Departamento de Serviços para Crianças, Jovens e Suas Famílias de Delaware . Ela é casada com o médico Howard Kerin .[8]

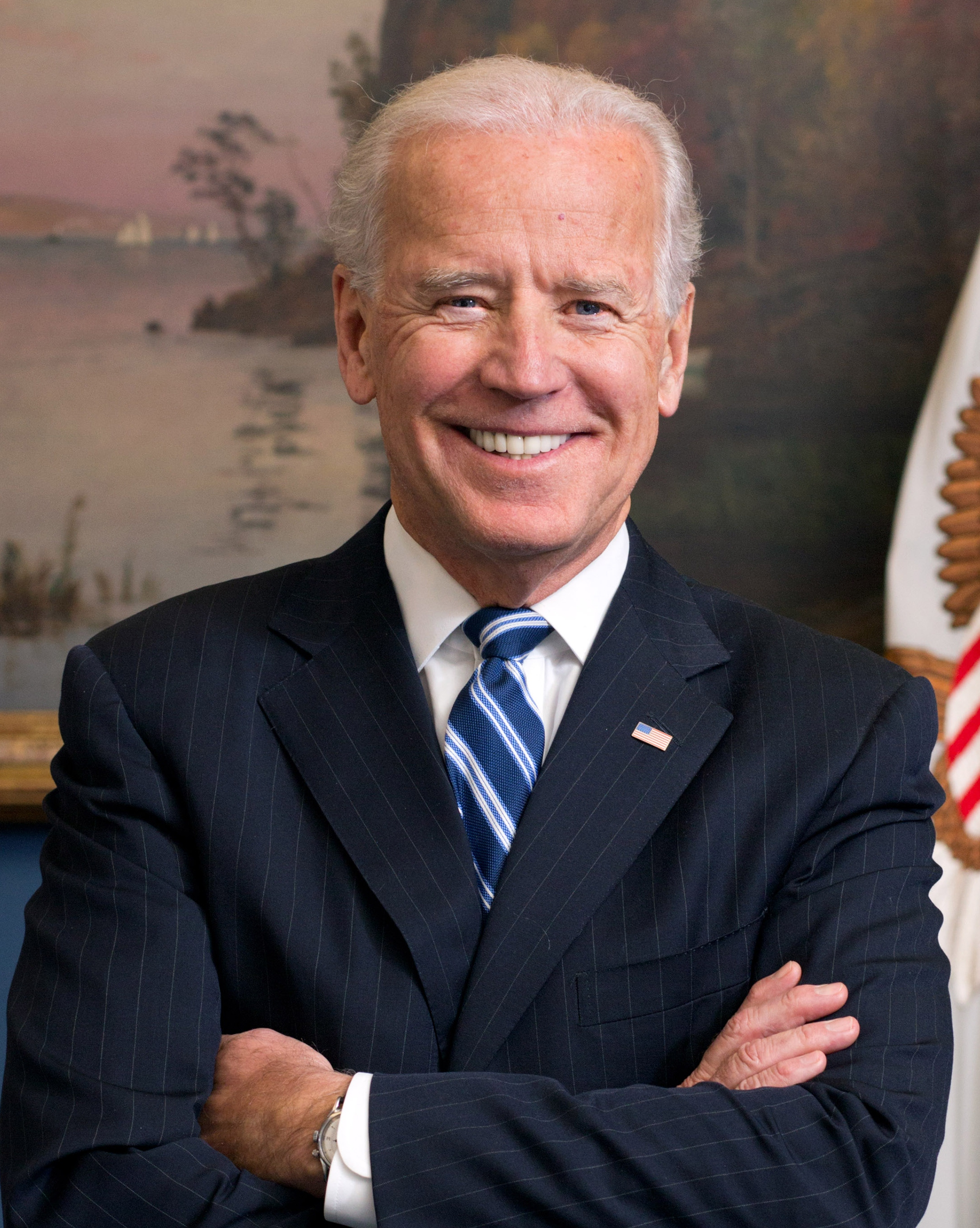
Joe Biden
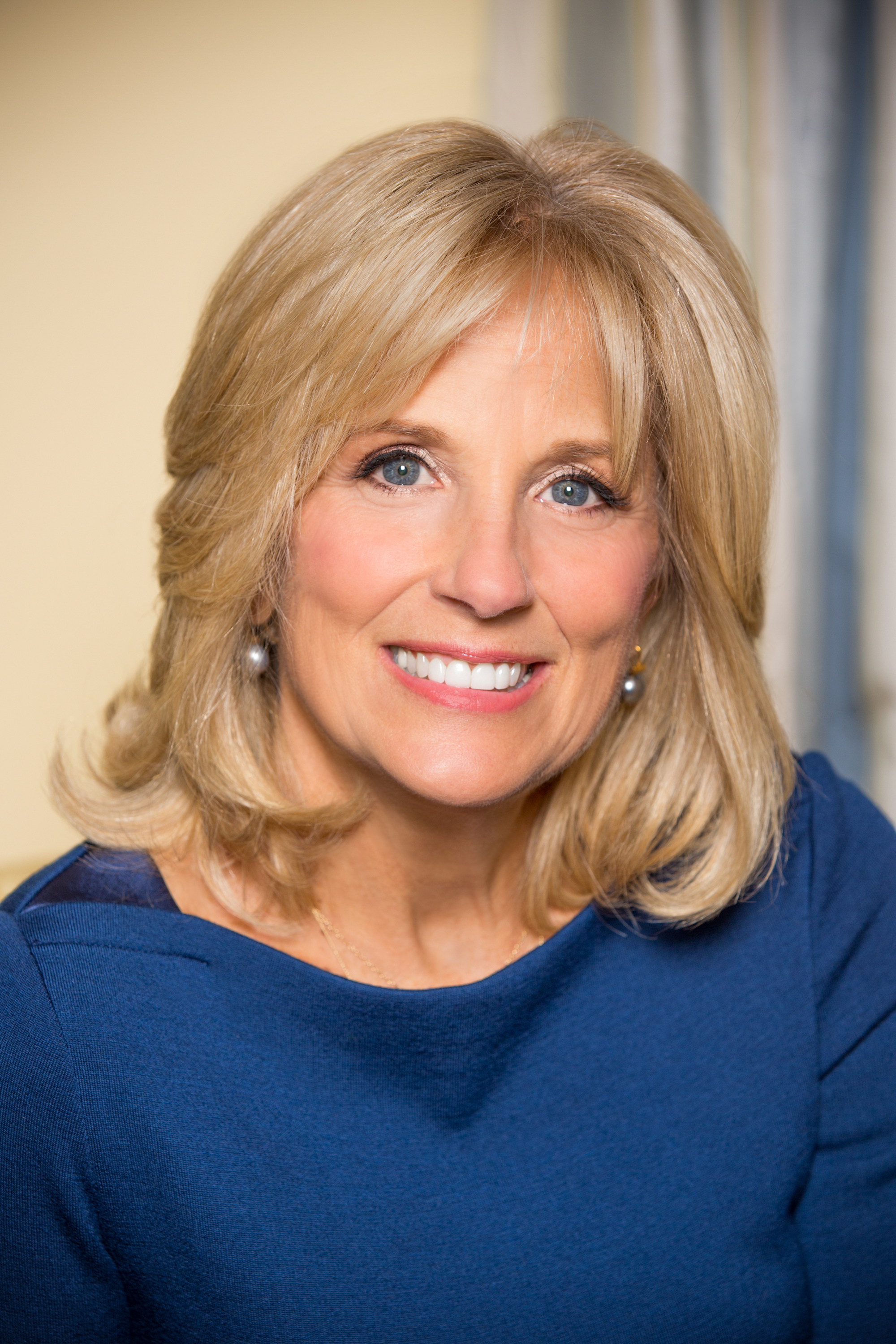
Jill Biden
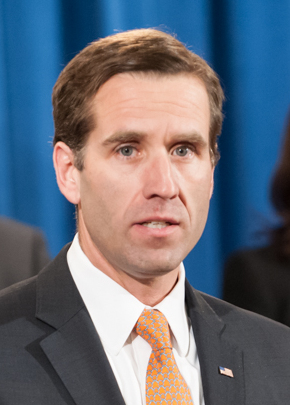
Beau Biden
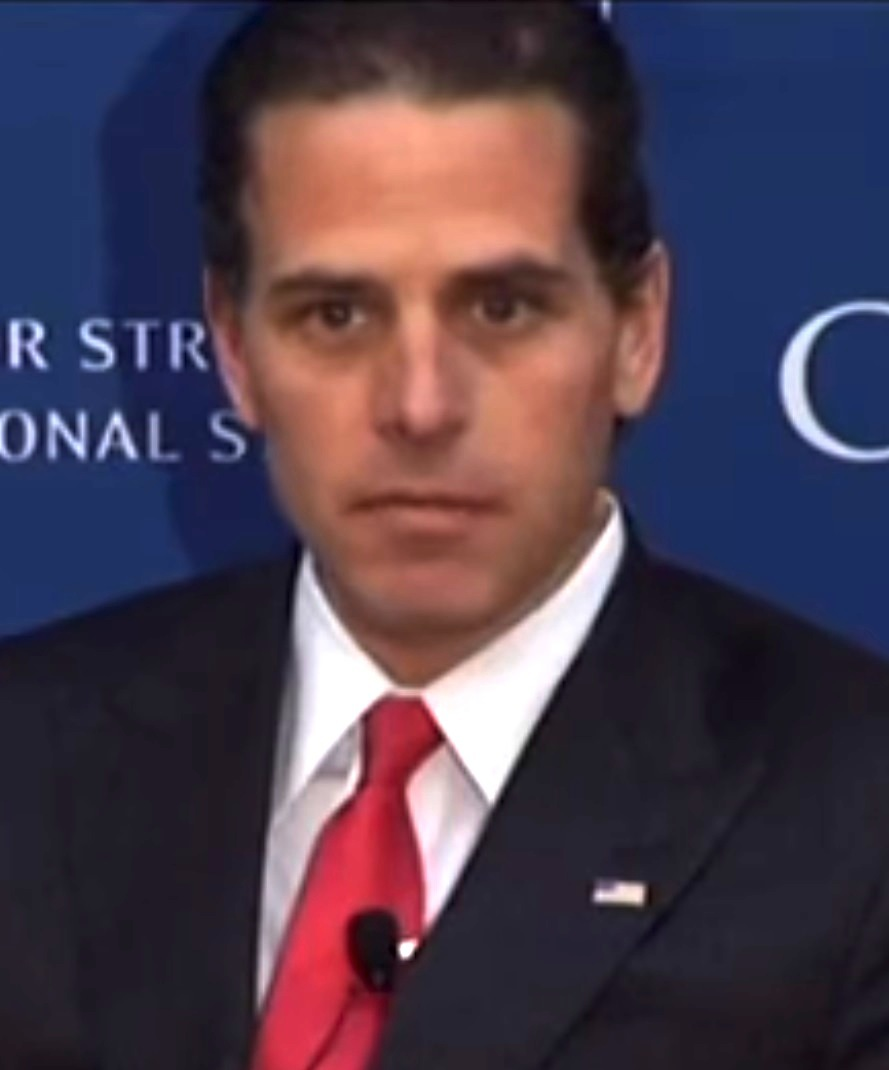
Hunter Biden
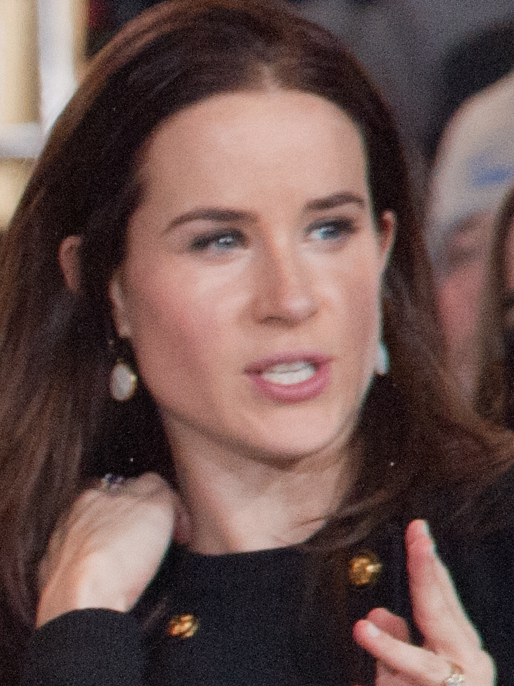
Ashley Biden

## Pais e irmãos
Joseph Robinette "Joe" Biden Jr. nasceu em 20 de novembro de 1942, no Hospital St. Mary em Scranton, Pensilvânia, :5 filho de Catherine Eugenia "Jean" Biden ( nascida Finnegan; 7 de julho de 1917 - 8 de janeiro, 2010)  e Joseph Robinette Biden Sr. (13 de novembro de 1915 - 2 de setembro de 2002), que se casou em 1941. Após a morte de Jean Finnegan Biden em 8 de janeiro de 2010, o presidente Barack Obama viajou para Wilmington, Delaware, para comparecer ao funeral de 12 de janeiro.
Joe Biden é o mais velho de quatro irmãos em uma família católica, seguido por sua irmã mais nova [Mary] Valerie Biden Owens e dois irmãos mais novos, Francis William "Frank" Biden e James Brian "Jim" Biden. :9 Valerie foi um dos gerentes de campanha para as campanhas presidenciais de Joe Biden.

## Ancestralidade
Os pais de Joseph Sênior, Mary Elizabeth ( nascida Robinette) Biden (1894–1943) e Joseph Harry Biden (1893–1941), um empresário do petróleo de Baltimore, Maryland, eram descendentes de ingleses, franceses e irlandeses. :8 O terceiro bisavô paterno de Biden, William Biden (1787–1849), nasceu em Sussex, Inglaterra, deixou a Inglaterra, imigrou para os Estados Unidos e se estabeleceu em Maryland.
Os pais de Jean eram Geraldine Catherine ( nascida Blewitt) Finnegan e Ambrose Joseph Finnegan. Jean era de ascendência irlandesa, com raízes atribuídas de várias maneiras ao Condado de Louth e ao Condado de Londonderry . :8 Genealogistas irlandeses apresentaram a Joe Biden sua história de família materna irlandesa em sua visita lá em 2016. O bisavô materno de Joe (pai de Geraldine), Edward Francis Blewitt, filho de emigrantes irlandeses de Rappagh, Ballina, County Mayo, era membro do Senado Estadual da Pensilvânia .